# Lista de prefeitos de Fraiburgo
Esta é a lista de prefeitos e vice-prefeitos do município de Fraiburgo, estado brasileiro de Santa Catarina.
| Nº | Nome                          | Partido | Vice-prefeito                                   | Início do mandato      | Fim do mandato         | Observações                                           |
| 1  | Julio Boaventura Tozzo        |         | —                                               | 29 de dezembro de 1961 | 15 de maio de 1962     | Prefeito nomeado                                      |
| 2  | Alípio Otacílio Jung          |         | —                                               | 15 de maio de 1962     | 31 de janeiro de 1963  | Prefeito nomeado                                      |
| 3  | René Carlos Frey              |         | Darci Zonta                                     | 31 de janeiro de 1963  | 31 de janeiro de 1969  | Prefeito e vice eleitos em sufrágio universal         |
| 4  | Valdir Cesar Bareta           | MDB     | Honório Lemes Chechi                            | 31 de janeiro de 1969  | 31 de janeiro de 1973  | Prefeito e vice eleitos em sufrágio universal         |
| 5  | Willy Egon Frey               | ARENA   | Edir Prestes Valin                              | 31 de janeiro de 1973  | 31 de janeiro de 1977  | Prefeito e vice eleitos em sufrágio universal         |
| 6  | Edir Prestes Valin            | ARENA   | João Oires Gugelmin                             | 31 de janeiro de 1977  | 31 de janeiro de 1983  | Prefeito e vice eleitos em sufrágio universal         |
| 7  | Sebastião Andrade dos Santos  | PMDB    | Sezefredo Ernesto Knelvs                        | 31 de janeiro de 1983  | 31 de dezembro de 1988 | Prefeito e vice eleitos em sufrágio universal         |
| 8  | Pe. Biagio Simonetti          | PDC     | Alcides Chelli                                  | 1º de janeiro de 1989  | 31 de dezembro de 1992 | Prefeito e vice eleitos em sufrágio universal         |
| 9  | Sebastião Andrade dos Santos  | PMDB    | Atílio Pinz                                     | 1º de janeiro de 1993  | 31 de dezembro de 1996 | Prefeito e vice eleitos em sufrágio universal         |
| 10 | Edi Luiz de Lemos             | PDT     | Neuso Straginski                                | 1º de janeiro de 1997  | 31 de dezembro de 2000 | Prefeito e vice eleitos em sufrágio universal         |
| 10 | Edi Luiz de Lemos             | PPB     | Janir Fadani (PSDB)                             | 1º de janeiro de 2001  | 31 de dezembro de 2004 | Prefeito reeleito e vice eleito em sufrágio universal |
| 11 | Nelmar Pinz                   | PMDB    | Ivo Biazzolo (PPS)                              | 1º de janeiro de 2005  | 31 de dezembro de 2008 | Prefeito e vice eleitos em sufrágio universal         |
| 11 | Nelmar Pinz                   | PMDB    | Edilberto Carlos Ferreira (PMDB)                | 1º de janeiro de 2009  | 31 de dezembro de 2012 | Prefeito reeleito e vice eleito em sufrágio universal |
| 12 | Ivo Biazzolo                  | PSD     | Juliano César Costa (PP) Juliano da Auto Escola | 1º de janeiro de 2013  | 31 de dezembro de 2016 | Prefeito e vice eleitos em sufrágio universal         |
| 13 | Claudete Gheller Mathias      | PPS     | Júlio Jenovêncio Ferreira dos Santos (PSD)      | 1º de janeiro de 2017  | 31 de dezembro de 2020 | Prefeita e vice eleitos em sufrágio universal         |
| 14 | Wilson Ribeiro Cardoso Junior | DEM     | Júlio Jenovêncio Ferreira dos Santos (PSD)      | 1º de janeiro de 2021  | 31 de dezembro de 2024 | Prefeito eleito e vice reeleito em sufrágio universal |
| 14 | Wilson Ribeiro Cardoso Junior | PL      | Nilce Pinz (PDT)                                | 1° de janeiro de 2025  | Atualidade             | Prefeito reeleito e vice eleita em sufrágio universal |